# Parerastria castaneata
Parerastria castaneata är en fjärilsart som beskrevs av W. Warren 1914. Parerastria castaneata ingår i släktet Parerastria och familjen nattflyn. Inga underarter finns listade i Catalogue of Life.